# Дорошенко, Игорь Николаевич
Игорь Николаевич Дорошенко (род. 16 января 1973, Украинская ССР) — украинский футболист, защитник.

## Биография
Начал выступать на взрослом уровне в 1992 году в составе белорусского «Ведрича» (Речица). Затем играл в высшей лиге Белоруссии за «Фандок» (Бобруйск), «Строитель» (Старые Дороги), могилёвские «Днепр» и «Трансмаш». Первый гол в чемпионате забил 12 апреля 1993 года в составе «Фандока» в ворота «Обувщика» (1:0). Всего в высшей лиге Белоруссии сыграл 95 матчей и забил 3 гола. Также играл в первой и второй лигах страны за «Зарю» (Языль), «Строитель» (Старые Дороги) и вторую команду «Днепра».
Летом 1996 года перешёл в «Кривбасс», дебютный матч в высшей лиге Украины сыграл 3 августа 1996 года против кировоградской «Звезды». Первое пришествие в команду было неудачным — футболист сыграл только два матча за сезон и летом 1997 года возвратился в Могилёв. Новая попытка закрепиться в «Кривбассе» в начале 1998 года стала более успешной — Дорошенко в течение двух лет был основным игроком клуба, но к началу 2000 года выпал из стартового состава. Всего в составе криворожского клуба сыграл 48 матчей в высшей лиге и забил один гол — 2 мая 1999 года в ворота «Николаева». Бронзовый призёр чемпионата Украины сезонов 1998/99 и 1999/00.
Весной 2002 года выступал во второй лиге за «Фрунзенец-Лига-99» (Сумы), а летом в начале нового сезона провёл три матча в первой лиге за «Сталь» (Алчевск). Осенью того же года сыграл два матча в первом дивизионе России за петербургское «Динамо». После возвращения на Украину провёл четыре неполных сезона в первой лиге в составе ахтырского «Нефтяника». В конце профессиональной карьеры играл за «Горняк» (Кривой Рог) и «Энергию» (Южноукраинск).
С 2010 года работает в тренерском штабе криворожского «Горняка». В первых сезонах включался в заявку как администратор, с 2012 года — как тренер.